# Simbatio
Simbatio, poi Costantino (in greco: Συμβάτιος Κωνσταντίνος Kōnstantinos; 805 circa – dopo l'820), è stato co-imperatore dell'impero bizantino dal 814 fino al 25 dicembre 820, era il figlio maggiore del basileus Leone V l'Armeno (813-820).

## Biografia
Simbatio era figlio primogenito di Leone l'Armeno, generale bizantino in esilio e di sua moglie Teodosia figlia del generale ribelle Arsaber, per questo motivo sappiamo che Sibatio nacque fuori dall'impero bizantino, dovrebbe essere nato intorno all'805 in quanto i suoi genitori si sposarono nell'803 o 804. Nell'811 Leone tornò in patria con la sua famiglia, perché il nuovo imperatore Michele I lo aveva richiamato nell'impero e nominato strategos del thema dell'Anatolikon. L'11 luglio 813 Leone usurpò il trono a Michele, a seguito del suo tradimento nella battaglia di Versinicia, che si trasformò in un disastro per l'impero.
Nell'814 Leone nominò il figlio Simbatio coimperatore, perché fosse chiaro a tutti chi sarebbe stato il suo successore, gli cambiò il nome in Costantino, nome più attinente ad un futuro imperatore. Quando Leone fece coniare le sue monete, si fece sempre rappresentare con il figlio. L'ascesa di Leone terminò nel sangue la mattina del 25 dicembre 820, in cui fu ucciso in un complotto progettato dall'amico Michele il Balbo, usurpandogli così il trono. Teodosia sapendo della triste notizia prese con sé i suoi quattro figli e la madre di Leone, andarono al porto ad aspettare una nave che li avrebbe portati in esilio nelle isole dei Principi. Ma i mali per la famiglia di Leone non erano finiti, perché Michele ordinò che i figli di Leone fossero castrati, in modo che non avrebbero mai potuto reclamare il trono dei basileis, il fratello più giovane di Costantino, Teodosio, morì durante questa operazione. Dopo ciò furono esiliati nelle isole dei Principi e da quel momento non abbiamo più notizie di Costantino.